# Коутс, Деннис
Деннис Малькольм Коутс (англ. Dennis Malcolm Coates; род. 11 февраля 1953, Сандерленд, Дарем) — британский английский легкоатлет, специалист по бегу на средние дистанции, кроссу и стипльчезу. Выступал за сборные Англии и Великобритании по лёгкой атлетике в 1970-х годах, национальный чемпион в беге на 3000 метров с препятствиями, победитель и призёр ряда крупных международных стартов, участник летних Олимпийских игр в Монреале.

## Биография
Деннис Коутс родился 11 февраля 1953 года в Сандерленде, графство Тайн-энд-Уир. Занимался лёгкой атлетикой в Гейтсхеде, проходил подготовку в местном одноимённом клубе Gateshead Harriers.
В 1972 году вошёл в состав английской сборной и выступил на международном чемпионате по кроссу в Кембридже, где в гонке юниоров на 7 км занял 12-е место.
В 1973 году представлял Англию на впервые проводившемся чемпионате мира по кроссу в Варегеме, став в юниорском зачёте шестым.
В 1976 году стартовал на кроссовом чемпионате мира в Чепстоу, показал среди взрослых спортсменов 129-й результат. Благодаря череде успешных выступлений удостоился права защищать честь страны на летних Олимпийских играх в Монреале — на предварительном квалификационном этапе бега на 3000 метров с препятствиями с личным рекордом 8:18.95 превзошёл всех соперников, тогда как в финале с результатом 8:22.99	пришёл к финишу девятым.
В 1977 году в 3000-метровом стипльчезе получил серебро на чемпионате Великобритании в Кумбране, был четвёртым на Кубке Европы в Хельсинки.
В 1978 году в той же дисциплине победил на чемпионате Великобритании в Эдинбурге, стал шестым на Играх Содружества в Эдмонтоне и десятым на чемпионате Европы в Праге.
В 1980 году в беге на 3000 метров с препятствиями отметился победой на соревнованиях в Мидлсбро.